# Linh cẩu đốm
Linh cẩu đốm hay linh cẩu cười (Crocuta crocuta) (tiếng Anh: Spotted Hyena hay Laughing Hyena) là một loài trong Họ Linh cẩu (Hyaenidae) của Bộ Ăn thịt hiện được phân loại là thành viên duy nhất còn tồn tại trong Chi Crocuta. Chúng có nguồn gốc từ Châu Phi Hạ Sahara, trừ khu vực thuộc lưu vực sông Congo. Liên minh Bảo tồn Thiên nhiên Quốc tế đánh giá loài này là ít quan tâm về phạm vi rộng rãi và số lượng lớn ước tính từ 27.000 đến 47.000 cá thể. Tuy nhiên, loài này đang bị suy giảm bên ngoài các khu vực được bảo vệ do mất môi trường sống và nạn săn trộm. Loài này có thể có nguồn gốc ở châu Á, và từng lan khắp châu Âu trong ít nhất một triệu năm cho đến khi kết thúc thời kỳ cuối của Thế Pleistocen. Linh cẩu đốm là thành viên lớn nhất của Họ Linh cẩu, dài trung bình 95–165 cm, cao khoảng 70–90 cm, nặng từ 50–70 kg, và được phân biệt rõ hơn về mặt thể chất với các loài linh cẩu khác. Chúng có hình dạng cơ thể giống gấu hơn, đôi tai tròn hơn, bờm kém nổi bật hơn, lông nhiều đốm hơn, răng có nhiều mục đích kép hơn, ít núm vú hơn, và sự hiện diện của dương vật giả ở con cái. Đây là loài động vật có vú duy nhất không có lỗ âm đạo bên ngoài.
Loài này có mặt trong nhiều kiểu môi trường sống khác nhau, từ vùng đất thấp khô cằn và cực nóng ở phía bắc và phía nam của vùng phân bố tới các địa hình miền núi lạnh ở Đông Phi và Ethiopia. Loài này có thể sinh sống gần các môi trường sống của con người.
Loài này được biết đến nhiều nhất nhờ một trong số các tiếng kêu của nó, nghe tương tự như âm thanh do tiếng cười cuồng loạn ở con người. Mặc dù hay bị coi một cách thiếu chính xác như là động vật ăn xác chết nhưng trên thực tế thì linh cẩu đốm là động vật săn mồi đầy sức mạnh, phần lớn nguồn thức ăn của nó là từ các con mồi còn sống. Tại châu Phi, linh cẩu đốm chỉ đứng sau sư tử (khi chúng đơn độc chạm trán nhau) về sức mạnh. Thậm chí đôi khi linh cẩu còn "bắt nạt" sư tử, khi chúng áp đảo về số lượng. Tất cả các loài báo (trừ báo đốm) đều thua linh cẩu khi chạm trán, mặc dù kỹ năng săn mồi của báo tốt hơn cả linh cẩu lẫn sư tử. Do đó, linh cẩu rất hay cướp đoạt con mồi của báo.

## Phân loại và tiến hóa
Linh cẩu đốm được nhà tự nhiên học người Đức Johann Christian Polycarp Erxleben miêu tả chính thức năm 1777. Gốc rễ tiếng Hy Lạp cổ (krokoutas) trong danh pháp khoa học của nó được Pliny Già sử dụng cho loài động vật không rõ, có thể là linh cẩu, tại Ethiopia. Thuật ngữ này có nguồn gốc từ κρόκος (krokos)-nghĩa là cây nghệ tây, nói chung được sử dụng trong thế giới phương Tây cổ đại như là một loại thuốc nhuộm màu vàng. Về nghĩa đen, nó có nghĩa là "con vật có màu như màu nghệ tây".
Người ta cho rằng tổ tiên của linh cẩu đốm đã rẽ nhánh từ các loài linh cẩu thật sự (linh cẩu vằn) trong thế Pliocen, khoảng 5,332 tới 1,806 triệu năm trước (Ma). Do các dạng mèo răng kiếm bắt đầu suy thoái và biến mất và được thay thế bởi các dạng mèo với răng nanh ngắn hiệu quả hơn, một số linh cẩu đã chuyển sang săn bắt thay vì ăn xác thối và như thế chúng đã tiến hóa thành các loài mới và linh cẩu đốm nằm trong số này.

## Hinh ảnh

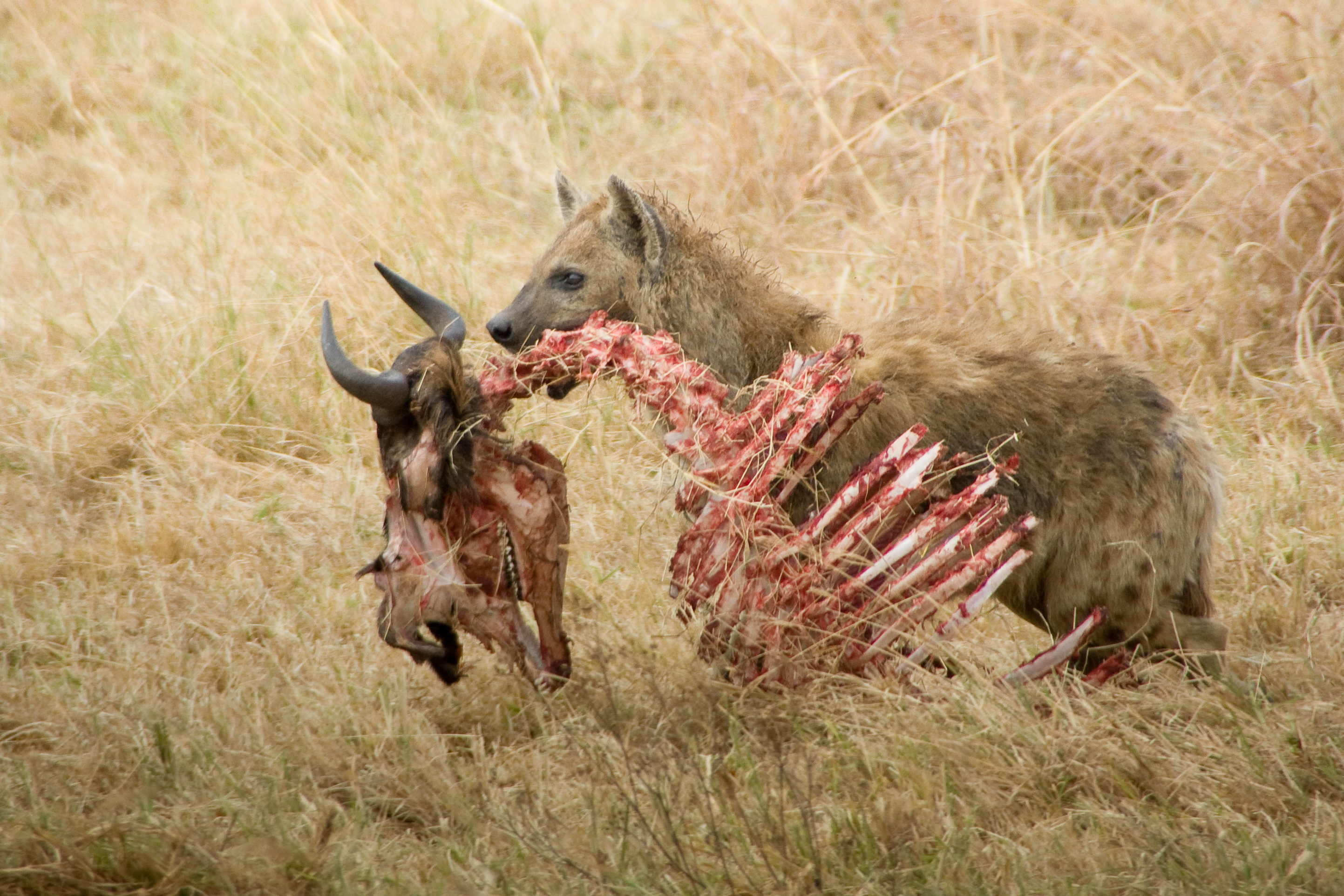
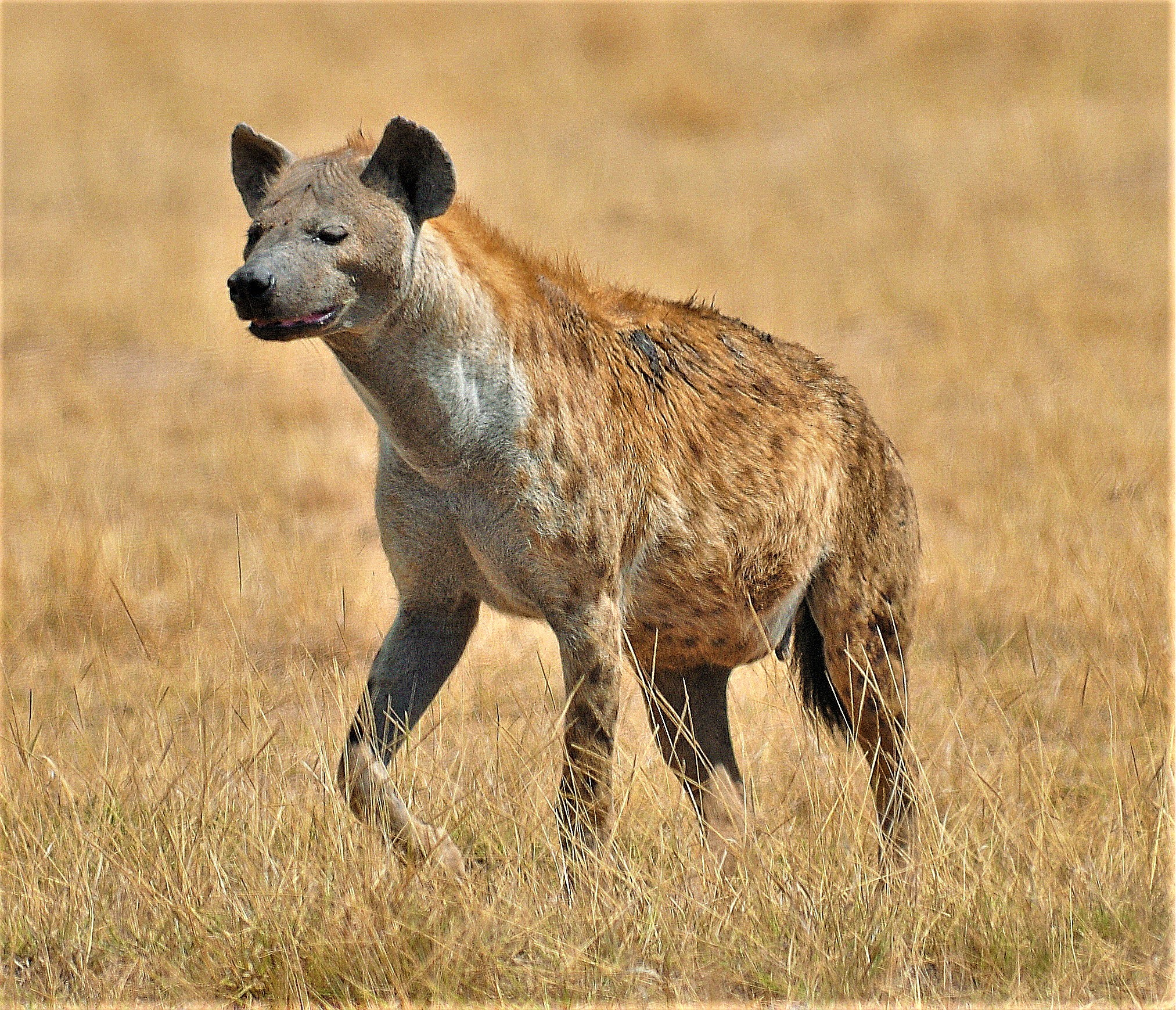
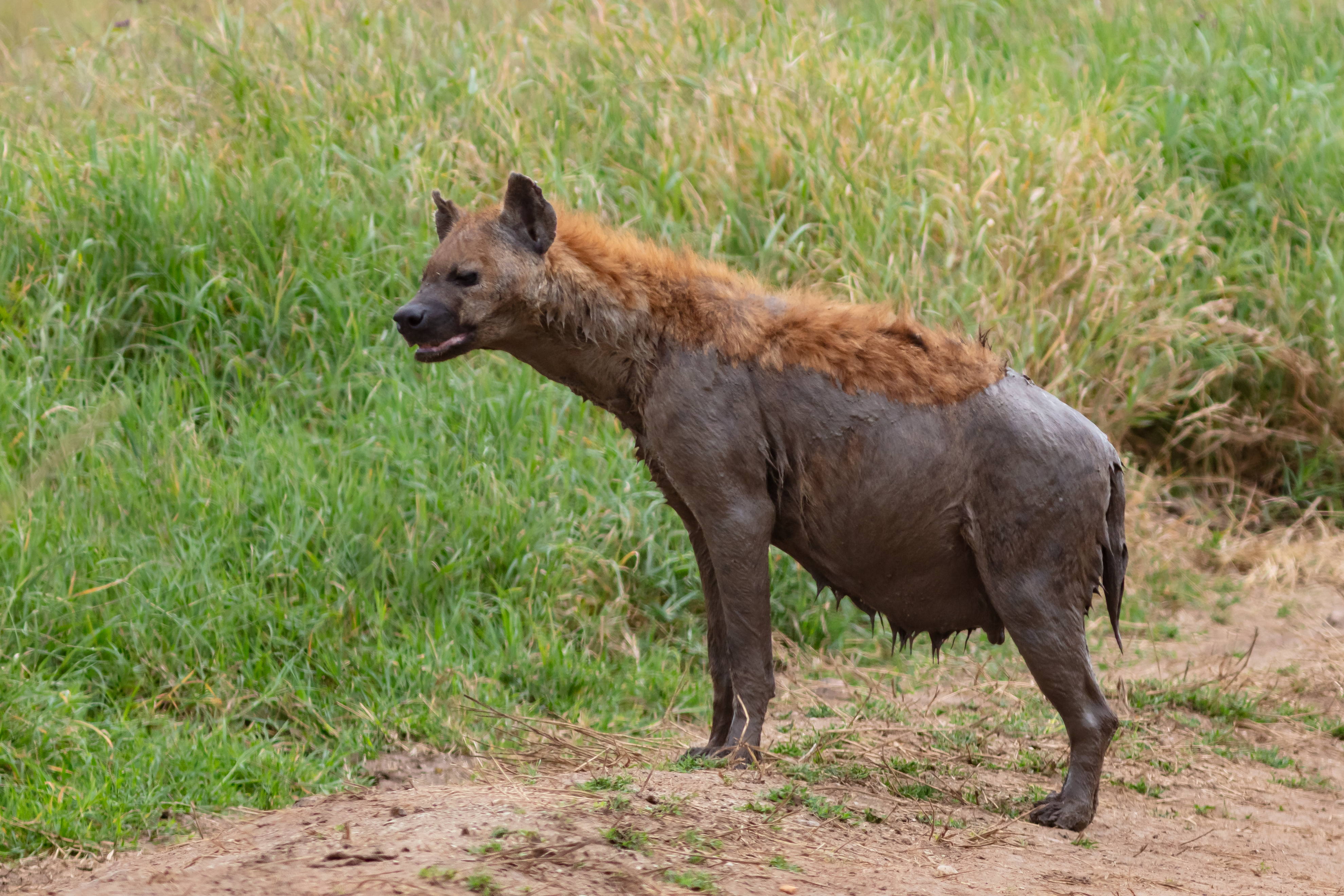
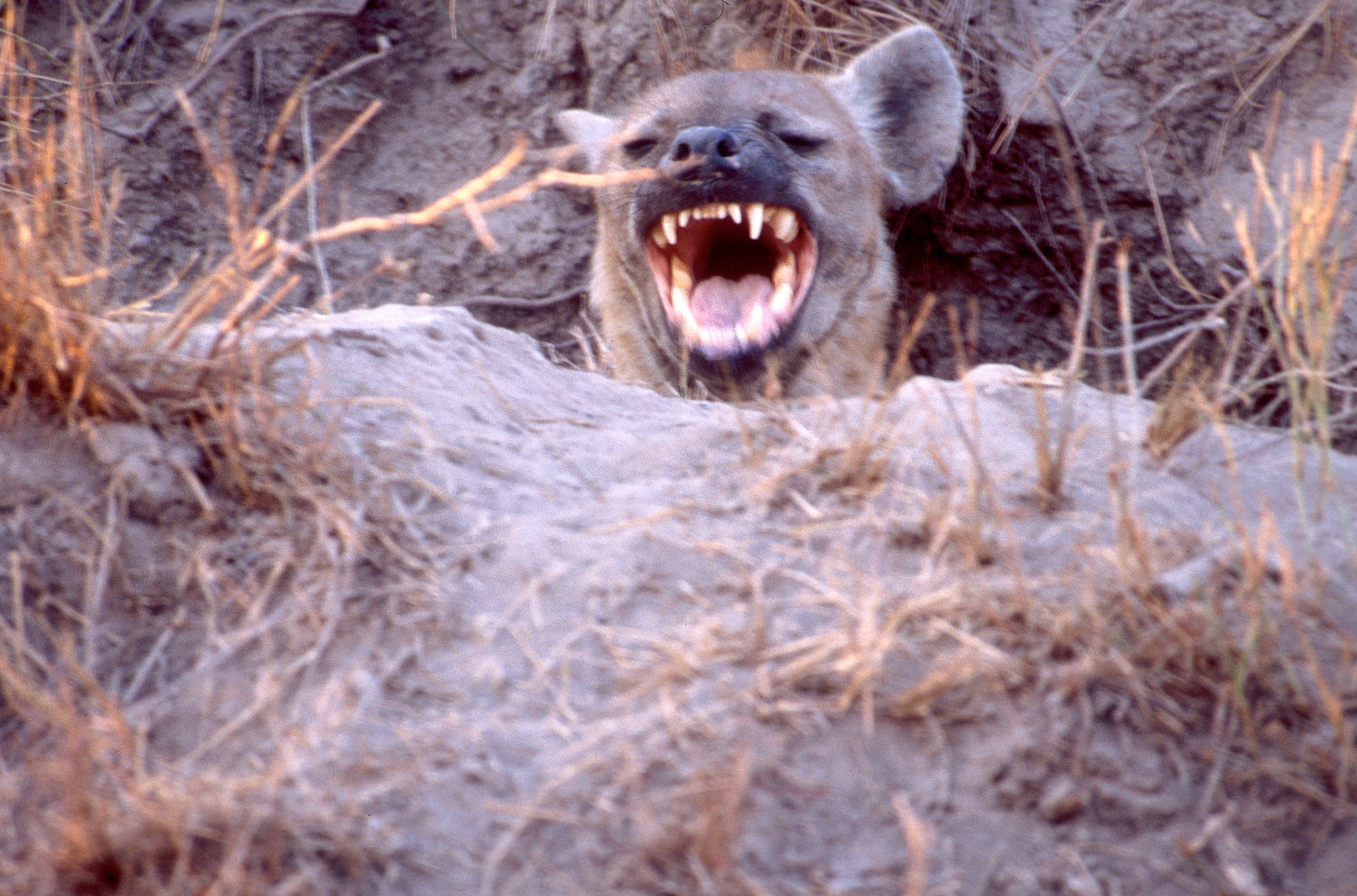
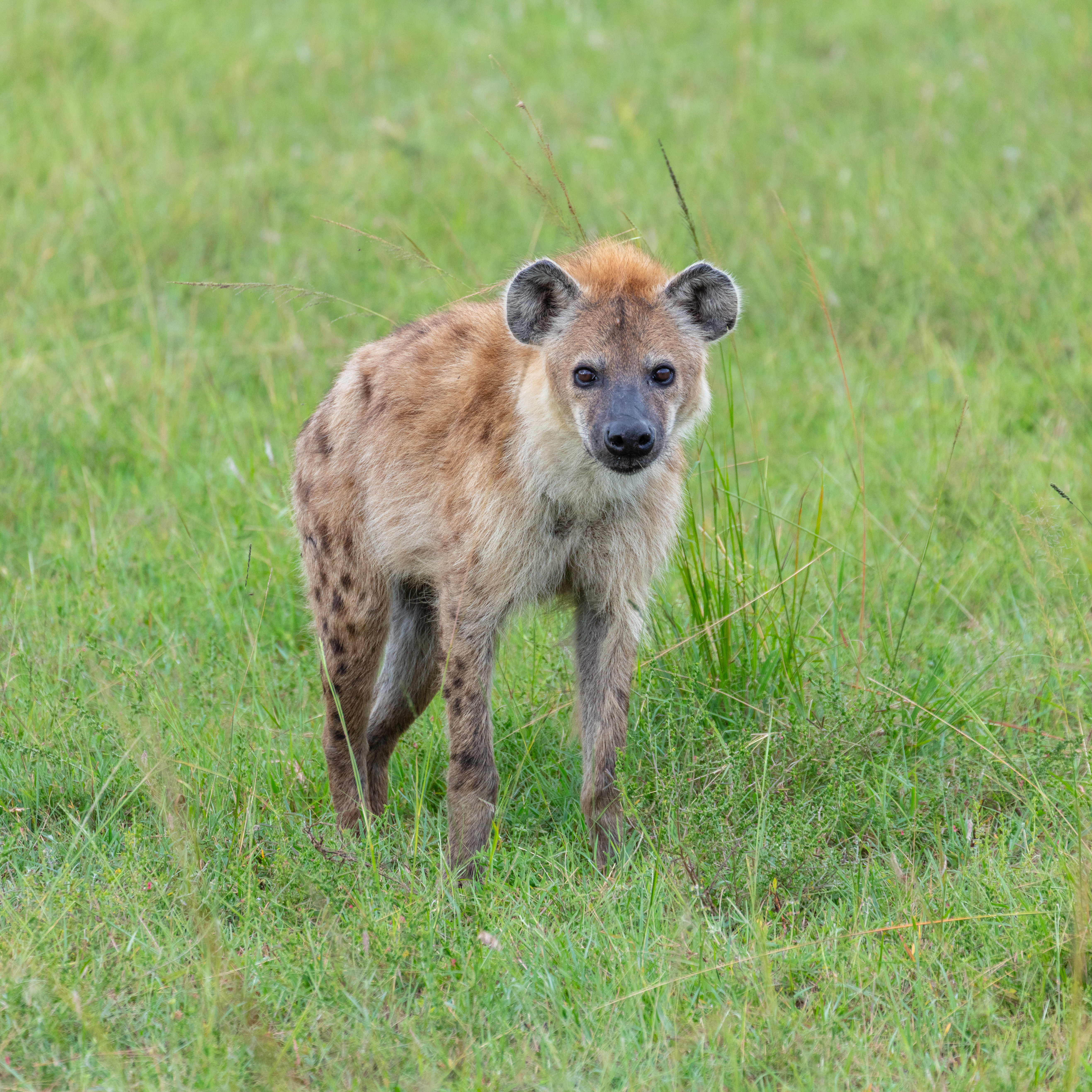